# كارا باتلر
كارا باتلر (بالإنجليزية: Cara Butler)‏ هي راقصة أمريكية، ولدت في 10 أكتوبر 1974 في الولايات المتحدة.

## وصلات خارجية
- كارا باتلر على موقع ميوزك برينز (الإنجليزية)